# Бухан, Уильям

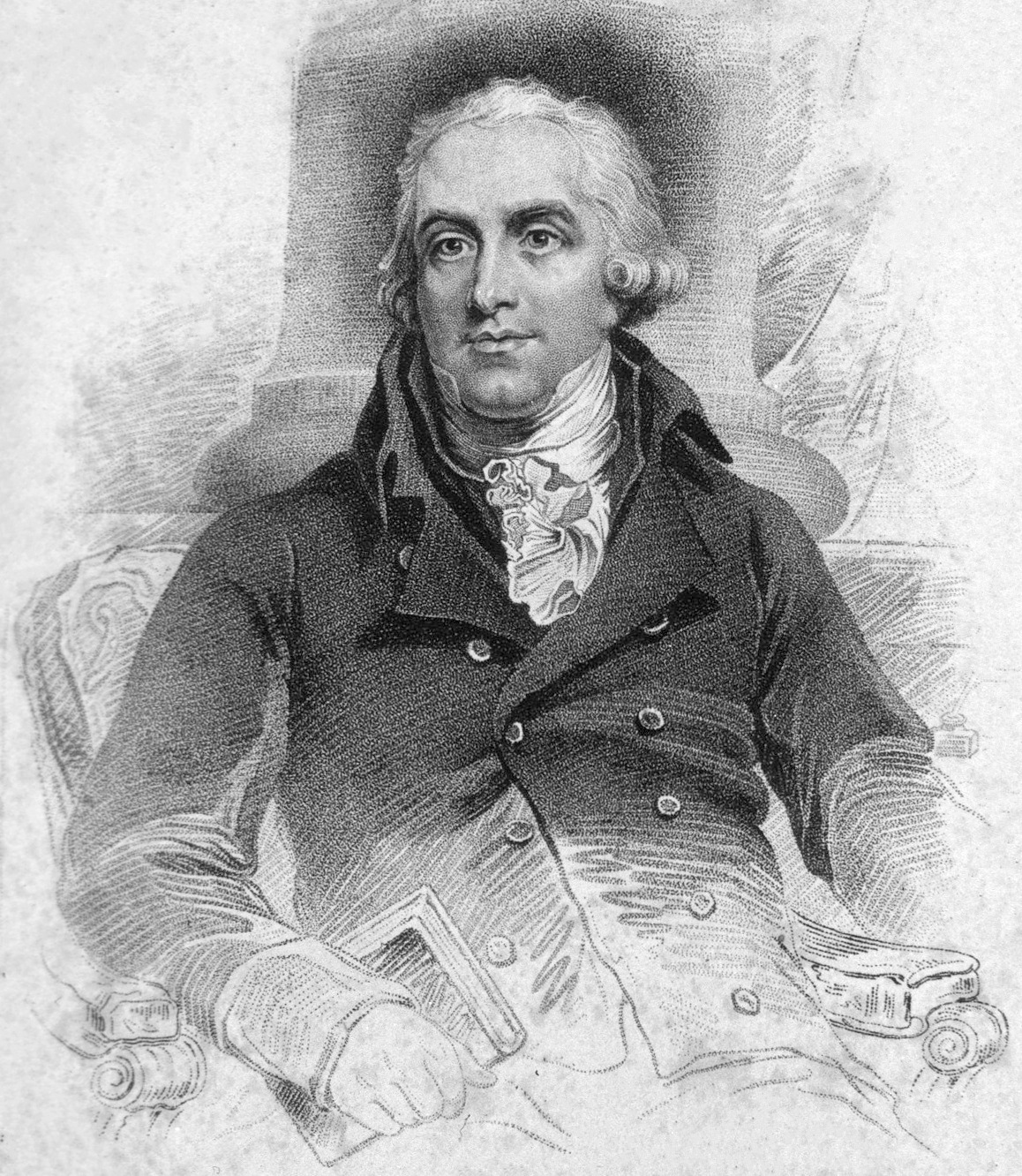

Вильям Бухан (William Buchan, Бьюкен; 1729—1805) — шотландский врач, автор 5-томного «Домашнего лечебника», который был популярен во второй половине XVIII и в первой половине XIX веков во многих странах, особенно в США и России.
По окончании Эдинбургского университета работал в йоркширском приюте для найдёнышей над диссертацией на тему «О сохранении жизни детей». В 1766-78 гг. практиковал в Эдинбурге, потом в Лондоне. Похоронен в Вестминстерском аббатстве.
«Домашний лечебник» Бухана, опубликованный в 1769 году, стоил всего 6 шиллингов. Возможно, этим объясняется его необычайная популярность: 80 тысяч проданных экземпляров в Британии и переводы на многие языки Европы. Ещё при жизни Бухана вышло 19 изданий «Лечебника».

«Это было в самом деле интересное чтение, потому что там описывались все травы, соли, коренья и все медицинские снадобья. Я перечитывал эти описания в позднейшем возрасте и всегда с удовольствием, потому что всё это изложено и переведено на русский язык очень толково и хорошо».— С. Т. Аксаков
Бухан считал излишними регулярные ванны. Основой здоровья он полагал дыхание, обладающее якобы бактерицидными свойствами. Лечение по Бухану описано С. Т. Аксаковым в начале книги «Детские годы Багрова-внука»:

«Бухан получил титло моего спасителя, и мать приучила меня в детстве молиться Богу за упокой его души при утренней и вечерней молитве. Впоследствии она где-то достала гравированный портрет Бухана, и четыре стиха, напечатанные под его портретом на французском языке, были кем-то переведены русскими стихами, написаны красиво на бумажке и наклеены сверх французских».
Мнительный герой рассказа Эдгара По «Преждевременные похороны», избавившись от терзаний по поводу своего здравия, заявляет: «Бьюкена я спалил».